# Rachel Shenton
Rachel Joy Shenton (Stoke-on-Trent, 21 december 1987) is een Brits actrice. 

## Biografie
Shenton doorliep twee middelbare scholen, een in Cheadle en toen ging zij terug naar haar geboorteplaats Stoke-on-Trent waar zij haar diploma haalde in podiumkunsten aan de Stoke-on-Trent College. 
Op haar twaalfjarige leeftijd kreeg haar vader kanker, en door de chemotherapie verloor hij zijn gehoor. Na zijn dood leerde zij de Britse gebarentaal, en in 2011 werd zij ambassadrice voor de Britse Dove Kinderen Society en zet zich nog steeds in voor de dove kinderen in Engeland. 

## Carrière
Shenton begon in 2005 met acteren in de televisieserie Holby City, waarna zij nog meerdere rollen speelde in televisieseries en films. Zij is onder anderen bekend van haar rol in de Britse televisieserie Hollyoaks, waar zij in 235 afleveringen speelde (2010-2013). Shenton heeft in 2018 een Oscar gewonnen voor haar rol in de korte film The Silent Child, dat over gebarentaal en dove kinderen gaat. 

## Filmografie

### Films
Uitgezonderd korte films.
- 2024: The Strangers: Chapter 1 - als Debbie Lucas
- 2021: The Colour Room - als Annie Shorter
- 2019: A Very British Christmas - als Jessica
- 2016: The Hand of the Creator - als Amy Nun
- 2013: Living the Dream - als Rachel
- 2012: Money Kills - als Anya Valeskavich
- 2012: Blood and Bone China - als Anna Fitzgerald

### Televisieseries
Uitgezonderd eenmalige gastrollen.
- 2020-2022 All Creatures Great and Small - als Helen Alderson-Herriot - 21 afl.
- 2019 White Gold - als Joanne Scott - 6 afl.
- 2014-2017 Switched at Birth - als Lily Summers - 19 afl.
- 2010-2013 Hollyoaks - als Mitzeee Minniver - 235 afl.
- 2010-2012 Hollyoaks Later - als Mitzeee - 15 afl.
- 2011 Blood and Bone China - als Anna Fitzgerald - 10 afl.
- 2003 Waterloo Road - als Courtney - 3 afl.